# مطار آستانا الدولي
مطار آستانا الدولي (بالكازاخية: Халықаралық Астана Әуежайы) (بالروسية: Международный Аэропорт Астана)، (إياتا: TSE • ايكاو: UACC) هو مطار في كازاخستان، يقع على بعد حوالي 9 كم من العاصمة آستانا.

## شركات الطيران
تقوم شركات الطيران التالية بتشغيل رحلات منتظمة مجدولة وموسمية وعارضة من وإلى أستانا:
| شركـات طيـران               | الوجهات |
| --------------------------- | --- |
| إيروفلوت                    | مطار شيريميتييفو الدولي |
| طيران أستانا                | Aktau، Aktobe، مطار ألماتي الدولي، مطار أنطاليا، مطار أتيراو، مطار بكين العاصمة الدولي، مطار دبي الدولي، مطار فرانكفورت، مطار إسطنبول الدولي، مطار كوستاناي، Oral، Oskemen، Shymkent، مطار طشقند الدولي موسمي: Heraklion، مطار بودغوريتسا الدولي موسمي عارض: مطار ميلاس بودروم                  |
| إير كايرو                   | موسمي عارض: مطار شرم الشيخ الدولي |
| طيران الصين                 | مطار بكين العاصمة الدولي، مطار شيان شيانيانغ الدولي |
| الأناضول جت                 | مطار إيسنبوغا الدولي |
| الخطوط الجوية الأذربيجانية  | مطار حيدر علييف الدولي |
| طيران بيلافيا               | مطار مينسك الدولي |
| خطوط جنوب الصين الجوية      | مطار قوانغتشو باييون الدولي، مطار أورومتشي الدولي |
| Corendon Airlines           | موسمي: مطار أنطاليا |
| FlyArystan                  | Aktau، Aktobe، مطار ألماتي الدولي، مطار إيسنبوغا الدولي، مطار أتيراو، مطار حيدر علييف الدولي، مطار مناس الدولي (تستأنف 10 يونيو 2023)، مطار كوستاناي، Kutaisi، Kyzylorda، Oral، Semey، Shymkent، مطار طشقند الدولي (تبدأ في 3 يوليو 2023)، مطار حضرة السلطان الدولي موسمي عارض: مطار حمد الدولي |
| فلاي دبي                    | مطار دبي الدولي |
| خطوط لوت الجوية البولندية   | مطار وارسو فريدريك شوبان |
| لوفتهانزا                   | مطار فرانكفورت |
| خطوط بيغاسوس                | مطار صبيحة كوكجن الدولي |
| الخطوط الجوية القطرية       | مطار حمد الدولي |
| Qazaq Air                   | Aktobe، مطار ألماتي الدولي، مطار كوستاناي، Kyzylorda، Omsk، Oskemen، Petropavl، Shymkent، Taldykorgan، مطار كولتسوفو الدولي، Zhezkazgan موسمي: Urzhar |
| خطوط ريد وينغز الجوية ‏      | Kazan، مطار جوكوفسكي الدولي، مطار كولتسوفو الدولي |
| روسيه (خطوط جوية)           | مطار يميلانو الدولي، مطار شيريميتييفو الدولي |
| SCAT Airlines               | Aktau، Aktobe، مطار ألماتي الدولي، مطار أتيراو، مطار إسطنبول الدولي، مطار شيريميتييفو الدولي، مطار فنوكوفو الدولي، Oskemen، Pavlodar، مطار بولكوفو، Shymkent، Taraz، مطار يريفان الدولي، Zhezkazgan موسمي عارض: Phuket                                                                          |
| Southern Sky                | موسمي: Balkhash، Usharal |
| Sunday Airlines             | موسمي: مطار أنطاليا موسمي عارض: مطار شرم الشيخ الدولي |
| الخطوط الجوية التركية       | مطار إسطنبول الدولي موسمي عارض: مطار أنطاليا، مطار ميلاس بودروم |
| الخطوط الجوية الأوزبكستانية | مطار طشقند الدولي |
| خطوط فيت جيت                | مطار كام رانه الدولي |
| ويز للطيران                 | مطار أبو ظبي الدولي |